# V Esposizione internazionale d'arte di Venezia
La V Esposizione internazionale d'arte della Città di Venezia si tenne dal 26 aprile all'11 novembre 1903 presso il Palazzo dell'Esposizione ai Giardini della Biennale. Questa edizione segnò un'ulteriore crescita dell'evento, consolidando la sua importanza nel panorama artistico internazionale: gli ingressi furono 405 281, oltre 50mila rispetto alla precedente edizione.

## Organizzazione
- Presidente: Filippo Grimani
- Segretario: Antonio Fradeletto

## Comitato Ordinatore
Il Comitato Ordinatore era composto da:
- Guglielmo Ciardi (Presidente)
- Carlo Lorenzetti (Vice Presidente)
- Mario de Maria, Urbano Nono, Francesco Sartorelli, Ferruccio Scattola, Lino Selvatico, Guglielmo Talamini

## Giuria di accettazione
Hanno fatto parte della Giuria di accettazione:
- Albert Baertsoen, Davide Calandra, Charles Cottet, Giulio Aristide Sartorio, Domenico Trentacoste

## Artisti partecipanti
All'Esposizione parteciparono 355 artisti con 944 opere, suddivisi nelle 22 sale del Palazzo delle Esposizioni.
- A Ermenegildo Agazzi, Raymond Allègre, Giovanni Battista Amendola, Michael Ancher, Hermenegildo Anglada Camarasa, Antonio Antonij De Witt, Adolfo Apolloni, Olof Per Ulrik Arborelius, Antonio Argnani
- B Albert Baertsoen, Lionello Balestrieri, Carlo Balestrini, Giacomo Balla, Paolo Baroni, Hans von Bartels, Augusto Bastianini, Alessandro Battaglia, Leonardo Bazzaro, Ödön Fülöp Beck, Giorgio Belloni, Giovanni Beltrami, Mauro Benini, Alberto Beniscelli, José Benlliure y Gil, Eugene Benson, Stefano Bersani, Armand Berton, Paul Albert Besnard, Bartolomeo Bezzi, Felice Bialetti, Mosè Bianchi, Pieretto Bianco (Pietro Bortoluzzi), Emilio Bisi, Christoffel Bisschop, Jacques-Émile Blanche, Émile André Boisseau, Giovanni Boldini, Luigi Bolongaro, Millo Bortoluzzi, Pierre Braecke, Frank Brangwyn, Italico Brass, Konstanze von Breuning, Camillo Broggi, Robert Brough, Alexander Kellock Brown, Emanuele Brugnoli, Ferdinand Brütt, Giovanni Buffa, Rembrandt Bugatti, Georges Buysse
- C Vincenzo Cabianca, Gerolamo Cairati, Davide Calandra, Marco Calderini, Giuseppe Calligaris, Italo Campagnoli, Alceste Campriani, Tullio Campriani, Niccolò Cannicci, Pietro Canonica, Innocente Cantinotti, Vincenzo Caprile, Filippo Carcano, Antonio Carminati, Giuseppe Casciaro, Felice Castegnaro, Ludovico Cavaleri, Vittorio Cavalleri, Edgar Chahine, Guillaume Charlier, Luigi Chialiva, Pietro Chiesa, Galileo Chini, Trajano Chitarin, Emma Ciardi, Giuseppe Ciardi, Guglielmo Ciardi, Filippo Cifariello, Emile Claus, Clayton and Bell, Enrico Coleman, Pío Collivadino, Luigi Conconi, Arthur Stockdale Cope, Umberto Coromaldi, Giovanni Costa, Battista Costantini, Giovanni Costetti, Charles Cottet, Robert McGown Coventry, Walter Crane
- D Giuseppe Da Pozzo, Pascal Dagnan-Bouveret, Zaccaria Dal Bo, Angelo Dall'Oca Bianca, Marco Davanzo, Edoardo De Albertis, Eugenio De Blaas, Adolfo De Carolis, Antonio de la Gandara, Annibale De Lotto, Luigi De Luca, Mario de Maria, Ettore De Maria Bergler, Giuseppe De Sanctis, Daniele de Strobel, Eugene Dekkert, Lorenzo Delleani, Ludwig Dettmann, Julius Diez, Antonio Discovolo, Ditta A. Tamburlini e R. Carbonaro, Alexander Brownlie Docharty,  Paul Du Bois, Giuseppe Duodo, Carolus-Duran
- E Alfred East, Maud Ede, James Ensor
- F Alberto Falchetti, Carlo Famoretti, Giovanni Fattori, Teresa Feoderovna Ries, Adolfo Feragutti Visconti, Cesare Ferro, Walther Firle, Samuel Melton Fisher, Jean-Louis Forain, Pietro Fragiacomo, George Frampton, Jacques Froment-Meurice, Charles Wellington Furse
- G Edoardo Gelli, Vincenzo Gemito, Oscar Ghiglia, Giovanni Giani, Giacinto Gigante, Francesco Gioli, Luigi Gioli, Emilio Gola, Paul Henri Graf, Giuseppe Graziosi, Giacomo Grosso, Vittore Grubicy De Dragon, Giovanni Gualberto Guerrazzi
- H Arthur Hacker, Artúr Lajos Halmi, James Whitelaw Hamilton, Vilhelm Hammershøi, Dudley Hardy, Thomas Alexander Harrison, John Henderson, Joseph Morris Henderson, George Henry, Hubert von Herkomer, Heinrich Hermanns, Otto Hesselbom, Adriaan Jozef Heymans, Franz Xaver Hoch
- I Camillo Innocenti
- J Angelo Jank, Eugène Fredrik Jansson, Francesco Jerace, John Humphreys Johnston
- K Richard Kaiser, Archibald Kay, Fernand Khnopff, Giorgio Kienerk, Cherubino Kirchmayr, Peter Severin Kroyer, Gotthardt Kuehl, Fritz Kunz
- L Michele La Spina, Henry Herbert La Thangue, Gaston La Touche, Cesare Laurenti, John Lavery, Alessandro Lazzerini, Jef Leempoels, Wilhelm Ludwig Lehmann, Franz von Lenbach, Lucien Lévy-Dhurmer, Max Liebermann, Enrico Lionne, Giovanni Lomazzi, Baldassare Longoni, Emilio Longoni, Carlo Lorenzetti, William Mouat Loudan
- M Walter MacEwen, Gusztáv Magyar-Mannheimer, Antonio Mancini, Harrington Mann, Salvatore Marchesi, Pompeo Mariani, Raffaele Marino, Emilio Marsili, Henri-Jean-Guillaume Martin, Alberto Martini, Giovanni Mayer, Emo Mazzetti, Julius Melchers, Gudbrand Mellbye, Émile-René Ménard, Giuseppe Mentessi, Hendrik Willem Mesdag, Sina Mesdag van Houten, Constantin Meunier, Francesco Paolo Michetti, Alessandro Milesi, Giuseppe Miti Zanetti, Claude Monet, Giulio Monteverde, Angelo Morbelli, Domenico Morelli, James Wilson Morrice, Mauro Mosini, Domingo Motta, Jules-Alexis Muenier, Augusto Mussini, Giovanni Muzzioli
- N Enrico Nardi, Paul Neuenborn, Francis Henry Newbery, Franz Neydhardt, Arturo Noci,  Plinio Nomellini, Luigi Nono, Urbano Nono, Giuseppe Norsa
- O Karl O'Lynch von Town, Ernst Oppler, Clemente Origo
- P Mainardo Pagani, Napoleone Parisani, Emilio Pasini, Norberto Pazzini, Giuseppe Pellizza da Volpedo, Joseph Pennell, Domenico Pesenti, Filiberto Petiti, Alberto Pisa, Camille Pissarro, Gaetano Previati
- Q Emilio Quadrelli
- R Jean-François Raffaelli, Giuseppe Raggio, Pierre Auguste Renoir, Il'ja Efimovič Repin, Maurice Reymond de Broutelles, William Blake Richmond, Carlo Rivalta, Antonio Rizzi, Adolf Robbi, Auguste Rodin, Charles Rollier, Giuseppe Romagnoli, Gino Romiti, Federico Rossano, Eduardo Rossi, Luigi Rossi, Victor Rousseau
- S Giovanni Maria Sacchetto, Silvio Giovanni San Fior, Francesco Sartorelli, Giulio Aristide Sartorio, Georg Sauter, Giacomo Scarantino, Ferruccio Scattola, Rudolf Schramm-Zittau, Luigi Secchi, Lino Selvatico, Luigi Selvatico, Luigi Serra, Augusto Sezanne, Byam Shaw, Walter Richard Sickert, Telemaco Signorini, Lucien Simon, John Singer Sargent, Alfred Sisley, Willy Sluiter, Alfred Smith, George Smith, Solomon Joseph Solomon, Joaquin Sorolla y Bastida, Umberto Spagnoli, Kazimierz Stabrowski, Spiridione Stambogli, Augusto Stoppoloni, Frederic Storck, Carel Nicolaas Storm van 's Gravesande, Halfdan Strøm, Franz von Stuck
- T Guglielmo Talamini, Tamburlini e Carbonaro, Andrea Tavernier, John Terris, Romolo Tessari, Ettore Tito, Ludovico Tommasi, Angelo Torchi, Domenico Trentacoste, Wilhelm Trübner, Laurits Tuxen
- U Antonio Ugo, William Unger, Hermann Urban
- V Eugène Lawrence Vail, Ville Vallgren, Jules Pierre van Biesbroeck, Charles van der Stappen, Scipione Vannutelli, Jean Veber, Michele Vedani, Umberto Veruda, Cesare Vianello, Giulio Cesare Vinzio, Francesco Vitalini, Giuseppe Vizzotto Alberti, Hugo Vogel, Mario Leopoldo Volpi, Otto von Faber du Faur, Hans von Petersen, Fritz von Uhde, Heinrich von Zügel
- W Edward Arthur Walton, James Abbott McNeill Whistler, Hans Beat Wieland
- Y Ovide Yencesse
- Z Vettore Zanetti Zilla, Mario Zoppellari, Anders Leonard Zorn, Guido Zuccaro, Ignacio Zuloaga

## Impatto e critica
L'Esposizione del 1903 rafforzò la posizione della Biennale di Venezia come uno degli eventi più prestigiosi nel mondo dell'arte. La varietà delle opere esposte e la partecipazione di artisti di fama internazionale contribuirono a consolidare il ruolo di Venezia come centro culturale globale.

## Giurie di assegnazione
Le Giurie erano così composte:

### Giuria di premiazione
- Camillo Boito (Presidente)
- Alfredo D'Andrade
- Gustave Soulier

### Giuria per i premi ai migliori studi critici
- Giuseppe Giacosa
- Pompeo Gherardo Molmenti
- Ugo Ojetti

## Premi
Premi assegnati dalle Giurie:

### Premi dell'Esposizione internazionale
- Medaglia d'oro: Emile Claus, Pietro Fragiacomo, Felice Bialetti, Gaston La Touche, Edgar Chahine, John Lavery, Franz von Lenbach, Giulio Aristide Sartorio, Rudolf Schramm-Zittau, Ettore Tito, Anders Leonard Zorn, Ignacio Zuloaga, Arte della Ceramica, Vittorio Ducrot, Domenico Trentacoste, Ditta Jesurum
- Diploma d'onore: Sala emiliana, Sala del Lazio, Sala lombarda, Sala piemontese, Sala toscana, Sala veneta, Sala del Mezzogiorno, Sala della stampa, Mostra Internazionale del ritratto moderno

### Premi ai migliori studi critici
- Primo premio ai migliori studi critici: Giulio De Frenzi
- Secondo premio ai migliori studi critici: Gustave Soulier
- Premio aggiunto ai migliori studi critici: Margherita Sarfatti

## Pubblicazioni
- Quinta Esposizione Internazionale d'Arte della Città di Venezia. Catalogo illustrato, Venezia, Premiato Stabilimento di Carlo Ferrari, 1903.